# ثمن عمري (مسلسل)
ثمن عمري، مسلسل تلفزيوني كويتي من بطولة الفنانة حياة الفهد. إنتج وعرض في رمضان في السنة الميلادية لعام 2002. كتبته فجر السعيد وأخرجه عبد الله البراك، وهو أول مسلسل كويتي تتم دبلجته للغة الفرنسية ويعرض في محطة فرنسية تلفزيونية.

## قصة المسلسل
تدور أحداث المسلسل حول عائلتين العائلة الأولى فقيرة عائلة «نورة» وشقيقها «فيصل» والعائلة الثانية الثرية عائلة «ناصر العاصي» وأحفاده. وتسجن «نورة» لعشر سنوات بعد تورطها بقضية تجارة المخدرات العائدة لشقيقها ولا تعترف بحقيقة الأمر حتى لا يتورط شقيقها «فيصل»، يتزوج «جاسم» زوج «نورة» من صديقتها «نعيمة» التي تتولى تربية أبناء «نورة» بقسوة وهم «فواز» و«مشعل» و«سارة» طيلة فترة سجن والدتهم «نورة» وسط غياب حنان الأب والأم بسبب سجن أمهم وإدمان والدهم الخمور. وأثناء ذلك يتزوج «فيصل» من «عالية العاصي» الفتاة الثرية ويعيش برفاهية دون علم زوجته بماضيه إلى أن تنكشف خيوط حقيقته بعد خروج شقيقته «نورة» التي سجنت ظلمًا بسببه.

## الممثلين المشاركين بالعمل
| الممثل              | الشخصية    |
| ------------------- | ---------- |
| حياة الفهد          | نورة       |
| مريم الصالح         | نعيمة      |
| إبراهيم الصلال      | ناصر       |
| إبراهيم الحربي      | حمد        |
| علي جمعة            | فيصل       |
| عبد الإمام عبد الله | جاسم       |
| مشاري البلام        | عزام       |
| إلهام الفضالة       | عالية      |
| أحمد السلمان        | أبو عسم    |
| هبة الدري           | سارة       |
| يعقوب عبد الله      | فواز       |
| محمود بوشهري        | مشعل       |
| شيماء علي           | روان       |
| محمد الصيرفي        | عطش        |
| شجون الهاجري        | ريهام      |
| أحمد إيراج          | موسى       |
| أمل عباس            | نجيبة      |
| محمد الشعيبي        | عسم        |
| فيصل دشتي           | عبد الرازق |
| نسرين أحمد          | أمل        |
| ساهرة               | أم موسى    |

تميز المسلسل بكثرة الممثلين الكويتيين المشاركين فيه، على عكس بعض الأعمال الكويتية بتلك الفترة.